# Quartz (publikacja internetowa)
Quartz – amerykańska publikacja internetowa o tematyce ekonomiczno-biznesowej.
Strona została uruchomiona w 2012 roku.
W ciągu miesiąca serwis „Quartz” odnotowuje ponad 8 mln wizyt (stan na 2020 rok).